# Alex Walsh
Alexandra Walsh (conocida como Alex Walsh; Nashville, 31 de julio de 2001) es una deportista estadounidense que compite en natación. Su hermana menor Gretchen compite en el mismo deporte.

## Trayectoria
Participó en dos Juegos Olímpicos de Verano, obteniendo una medalla de plata en Tokio 2020, en la prueba de 200 m estilos, y el octavo lugar en París 2024, en la misma prueba.
Ganó tres medallas en el Campeonato Mundial de Natación entre los años 2022 y 2025, y cinco medallas en el Campeonato Mundial de Natación en Piscina Corta, en los años 2022 y 2024. Además, en los Juegos Panamericanos de 2019 obtuvo tres medallas de oro.
En diciembre de 2024 estableció una nueva plusmarca mundial en piscina corta del relevo 4 × 200 m libre (7:30,13).
Estudió Ciencias de la Computación en la Universidad de Virginia.

## Palmarés internacional
| Juegos Olímpicos                    | Juegos Olímpicos      | Juegos Olímpicos  | Juegos Olímpicos |
| Año                                 | Lugar                 | Medalla           | Prueba           |
| ----------------------------------- | --------------------- | ----------------- | ---------------- |
| 2020                                | Tokio (Japón)         | Medalla de plata  | 200 m estilos    |
| Campeonato Mundial                  |                       |                   |                  |
| Año                                 | Lugar                 | Medalla           | Prueba           |
| 2022                                | Budapest (Hungría)    | Medalla de oro    | 200 m estilos    |
| 2023                                | Fukuoka (Japón)       | Medalla de plata  | 200 m estilos    |
| 2025                                | Singapur (Singapur)   | Medalla de plata  | 200 m estilos    |
| Campeonato Mundial en Piscina Corta |                       |                   |                  |
| Año                                 | Lugar                 | Medalla           | Prueba           |
| 2022                                | Melbourne (Australia) | Medalla de plata  | 200 m estilos    |
| 2022                                | Melbourne (Australia) | Medalla de bronce | 4 × 200 m libre  |
| 2024                                | Budapest (Hungría)    | Medalla de oro    | 4 × 200 m libre  |
| 2024                                | Budapest (Hungría)    | Medalla de plata  | 200 m estilos    |
| 2024                                | Budapest (Hungría)    | Medalla de bronce | 200 m braza      |
| Juegos Panamericanos                |                       |                   |                  |
| Año                                 | Lugar                 | Medalla           | Prueba           |
| 2019                                | Lima (Perú)           | Medalla de oro    | 200 m espalda    |
| 2019                                | Lima (Perú)           | Medalla de oro    | 200 m estilos    |
| 2019                                | Lima (Perú)           | Medalla de oro    | 4 × 200 m libre  |